# NGC 2720
NGC 2720 é uma galáxia elíptica (E-S0) localizada na direcção da constelação de Cancer. Possui uma declinação de +11° 08' 59" e uma ascensão recta de 8 horas, 59 minutos e 08,0 segundos.
A galáxia NGC 2720 foi descoberta em 10 de Março de 1864 por Albert Marth.